# Halstead
Halstead – miasto i civil parish w Wielkiej Brytanii, w Anglii w hrabstwie Essex, w dystrykcie Braintree, położone w okolicy Colchester w dolinie rzeki Colne i początkowo rozwijające się na wzgórzu na północnym brzegu rzeki. W 2011 roku civil parish liczyła 11 906 mieszkańców. Halstead jest wspomniana w Domesday Book (1086) jako Hal(te)steda.

## Miasto w kulturze
W Halstead Ian Fleming miał napisać odcinek Jamesa Bonda - From Russia with love.